# Torteval
Torteval är en församling i kronbesittningen Guernsey. Den ligger i den sydvästra delen av Guernsey. Antalet invånare är 973. Arean är 3,1 kvadratkilometer. Torteval ligger på ön Guernsey.
I Torteval finns kullen Mont Herault.